# Good Food Institute
Het Good Food Institute (GFI) is een non-profitorganisatie die duurzame eiwitten promoot als opvolgers van dierlijke producten, zoals kweekvlees, plantaardig vlees, en plantaardige zuivel en eieren. De organisatie is in 2016 opgericht door de non-profitorganisatie Mercy For Animals met Bruce Friedrich als CEO. GFI heeft meer dan 150 medewerkers in zes kantoren in de Verenigde Staten, India, Israël, Brazilië, Azië-Pacific en Europa.

## Missie
De voornaamste reden voor de oprichting van GFI was het aanpakken van de negatieve effecten van de wereldwijde veehouderij, met name de bijdrage van die industrie aan klimaatverandering, resistentie tegen antibiotica en het verlies aan biodiversiteit. De missie van GFI is om "duurzame eiwitten toegankelijk, betaalbaar en lekker te maken", aangezien deze producten aanzienlijk minder bijdragen aan de bovengenoemde problemen.

## Activiteiten
GFI betrekt wetenschappers, beleidsmakers en ondernemers bij activiteiten om de duurzame eiwitindustrie vooruit te helpen, waaronder fabrikanten en verkopers van duurzame eiwitproducten.
Strategische ondersteuningGFI biedt strategische ondersteuning aan start-ups en gevestigde voedingsbedrijven, restaurants en grote vleesproducenten om hen te helpen bij het ontwikkelen en adverteren van duurzame eiwitten.
Wetenschappelijk onderzoekGFI creëert openbaar toegankelijke naslagwerken en datasets en publiceert wetenschappelijk onderzoek over plantaardig vlees en kweekvlees.
MarktonderzoekGFI publiceert jaarlijks State of the Industry Reports over de marktontwikkeling van plantaardige, gekweekte en gefermenteerde eiwitten.
In 2018 werkte non-profit onderzoeksbureau Faunalytics samen met GFI om de houding van consumenten ten opzichte van kweekvlees te meten wanneer informatie over de voordelen voor het milieu en de samenleving wordt gepresenteerd. 66% procent van de respondenten zei dat ze kweekvlees zouden proberen, 53% zou het eten in plaats van vlees op basis van slacht, 46% zou het regelmatig kopen, en 40% is bereid er meer voor te betalen.
OnderzoeksfinancieringGFI voert een competitief programma voor onderzoeksfinanciering om openbaar toegankelijk wetenschappelijk onderzoek financieren voor de ontwikkeling van plantaardig vlees en kweekvlees. Tot en met 2021 heeft GFI 38 subsidies toegekend voor in totaal meer dan 7 miljoen dollar.
Good Food ConferenceElk jaar in september organiseert GFI een conferentie voor ondernemers die werken aan duurzame eiwitproducten, onderzoekers, investeerders, de technologiesector en de voedingsindustrie.
Juridische actieIn de Verenigde Staten heeft GFI verschillende rechtszaken aangespannen om beleid en regelgeving aan te vechten die producenten van plantaardige producten verbieden om bepaalde etikettering te gebruiken, zoals "sojamelk" en "vegetarische burger".

## Ontvangst
In 2018 nam GFI deel aan de startup-accelerator Y Combinator. De organisatie ontving financiering en strategische ondersteuning. Y Combinator noemt "cellulaire agricultuur en kweekvlees" als een van zijn financieringsprioriteiten en stelt dat "de wereld enorm zal profiteren van een duurzamere, goedkopere en gezondere productie van vlees".
GFI heeft banden met de effectief altruïsme-beweging en heeft (financiële) steun ontvangen van verschillende organisaties binnen deze beweging. Zo heeft Open Philanthropy verschillende grote subsidies toegekend ter ondersteuning van de algemene activiteiten en internationale expansie, in totaal $ 6,5 miljoen tot en met augustus 2021.
De Waking Up Foundation van Sam Harris beveelt GFI aan als een van de belangrijkste goede doelen.